# Cá cơm Nhật Bản
Cá cơm Nhật Bản (tên khoa học Engraulis japonicus) là một loài cá trong họ Engraulidae. Nó là loài phổ biến ở Thái Bình Dương nam từ biển Okhotsk, phổ biến rộng rãi trong các Biển Nhật Bản, Hoàng Hải, Biển Đông Trung Quốc, gần bờ biển của Nhật Bản. Chúng có tuổi thọ lên đến 2-3 năm tuổi, rất giống với cá cơm châu Âu. Sinh sản trong phạm vi tự nhiên từ Đài Loan đến miền Nam Sakhalin.

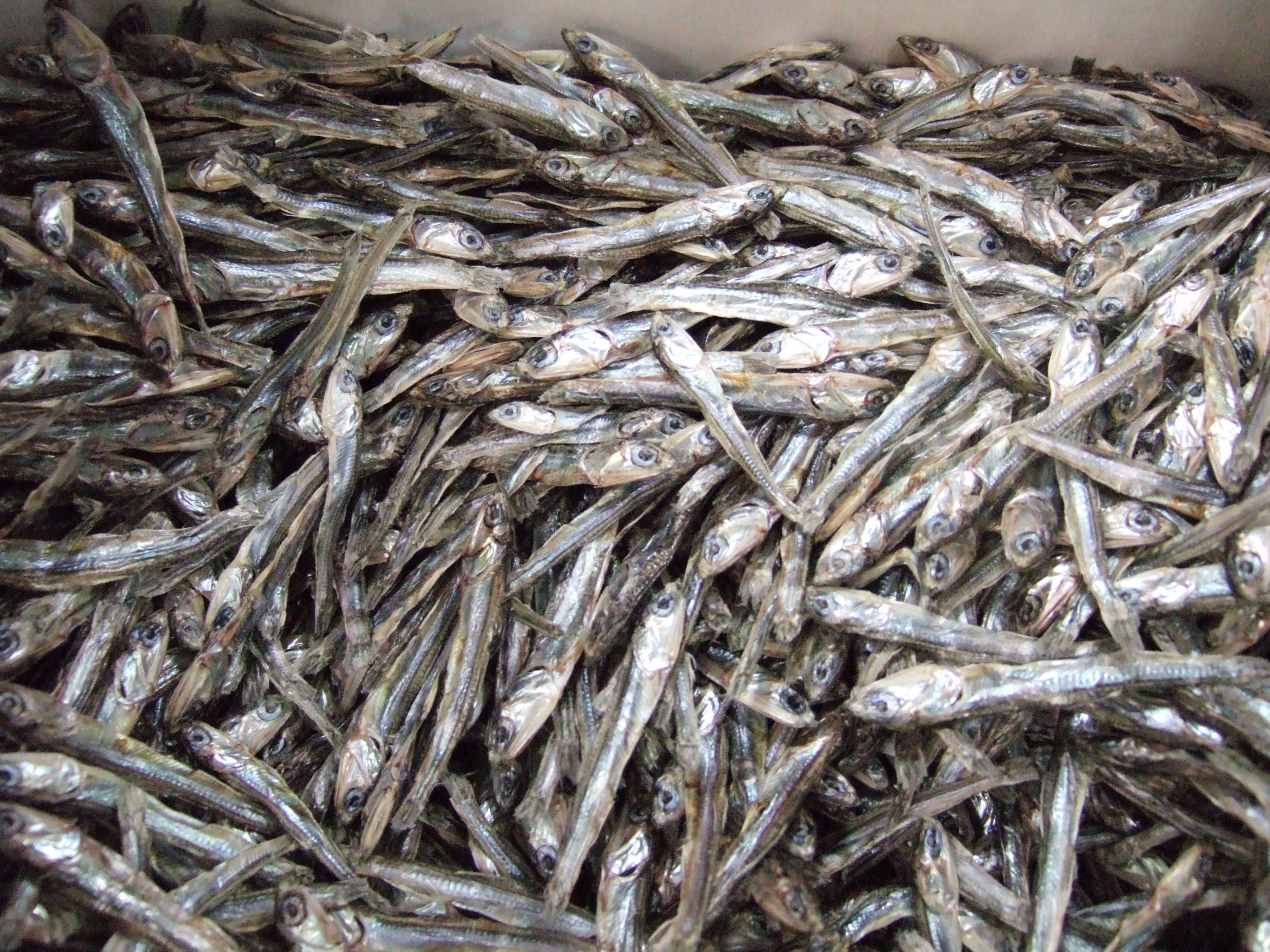
Cá cơm Nhật Bản khô bán ở chợ

## Hình ảnh

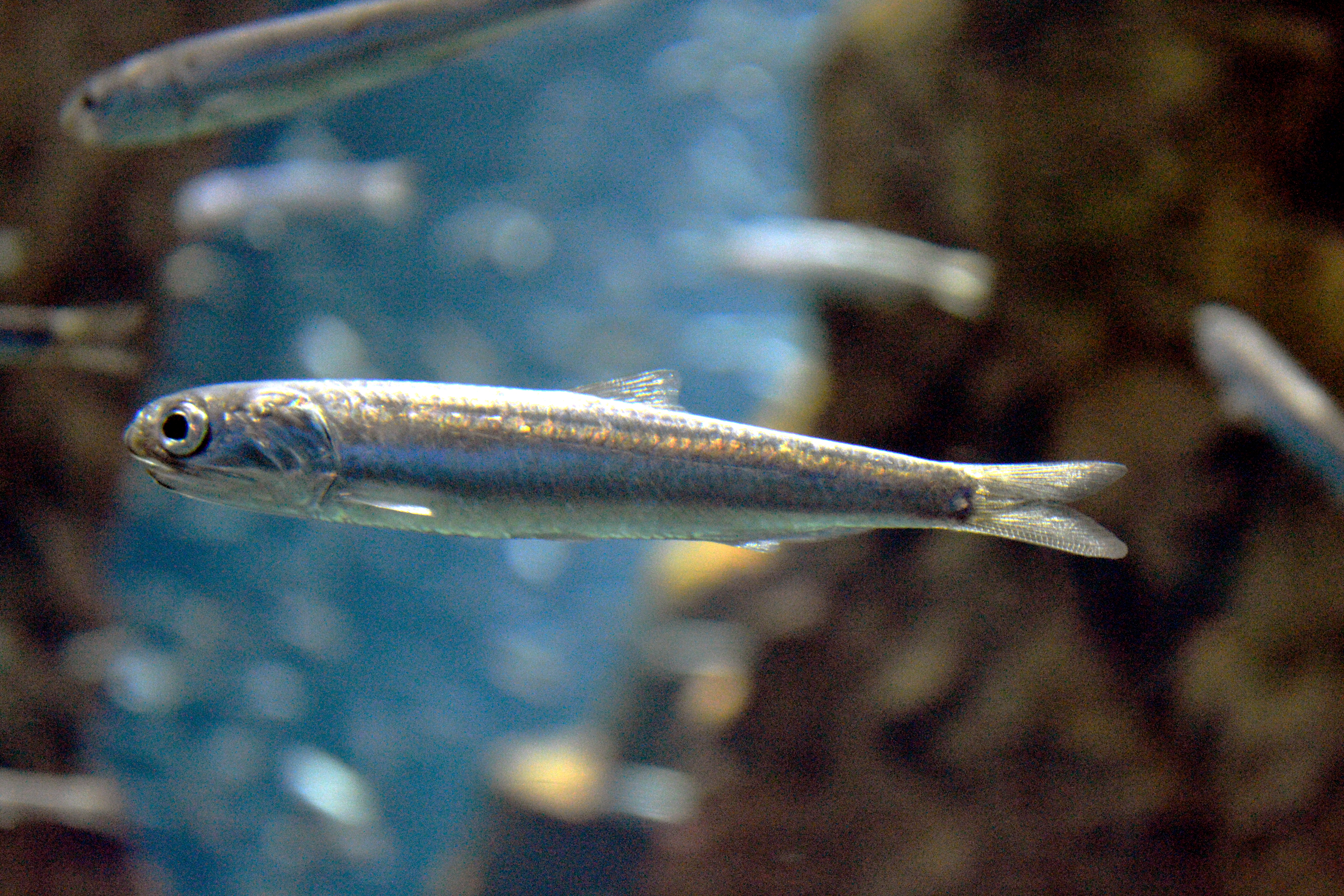
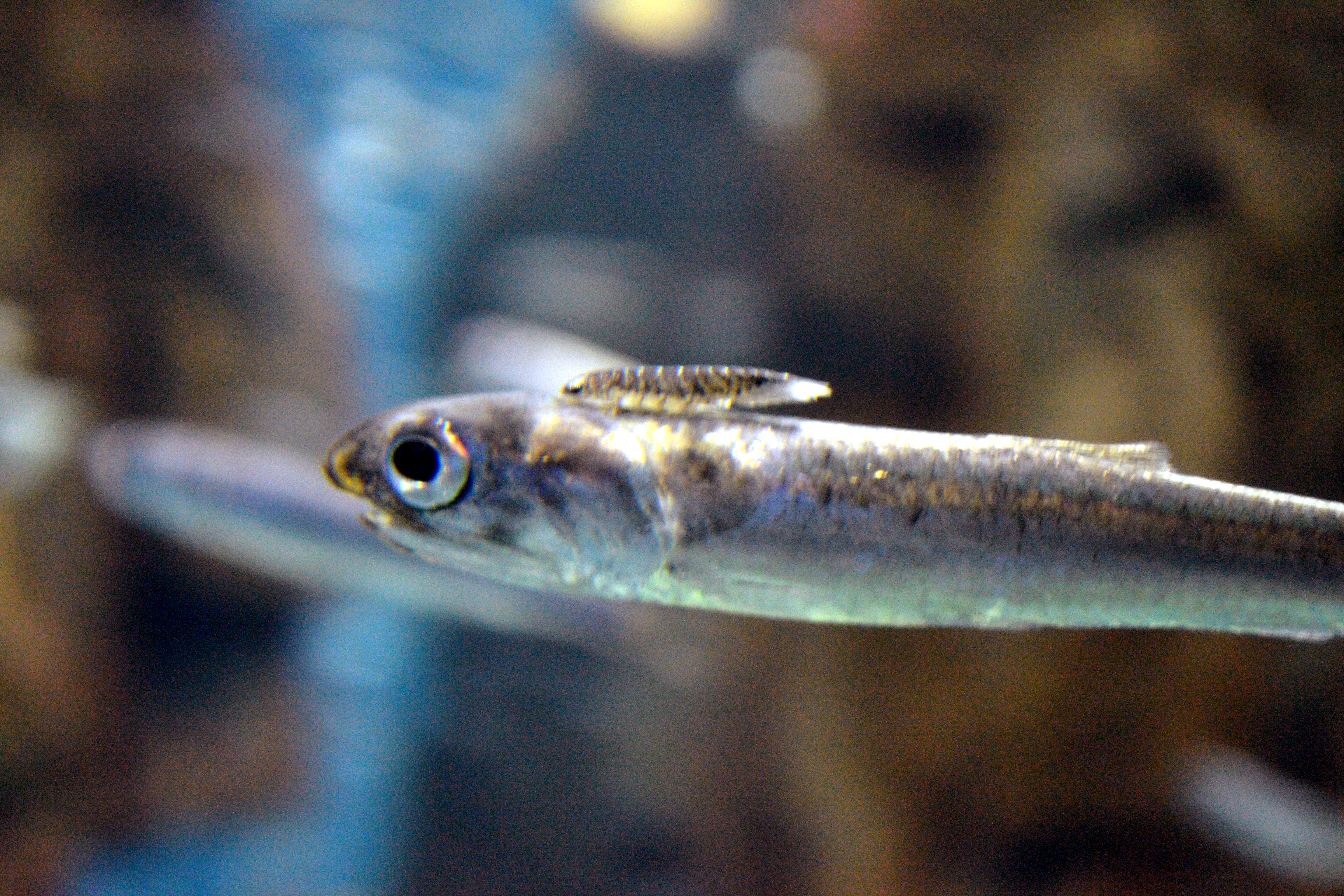
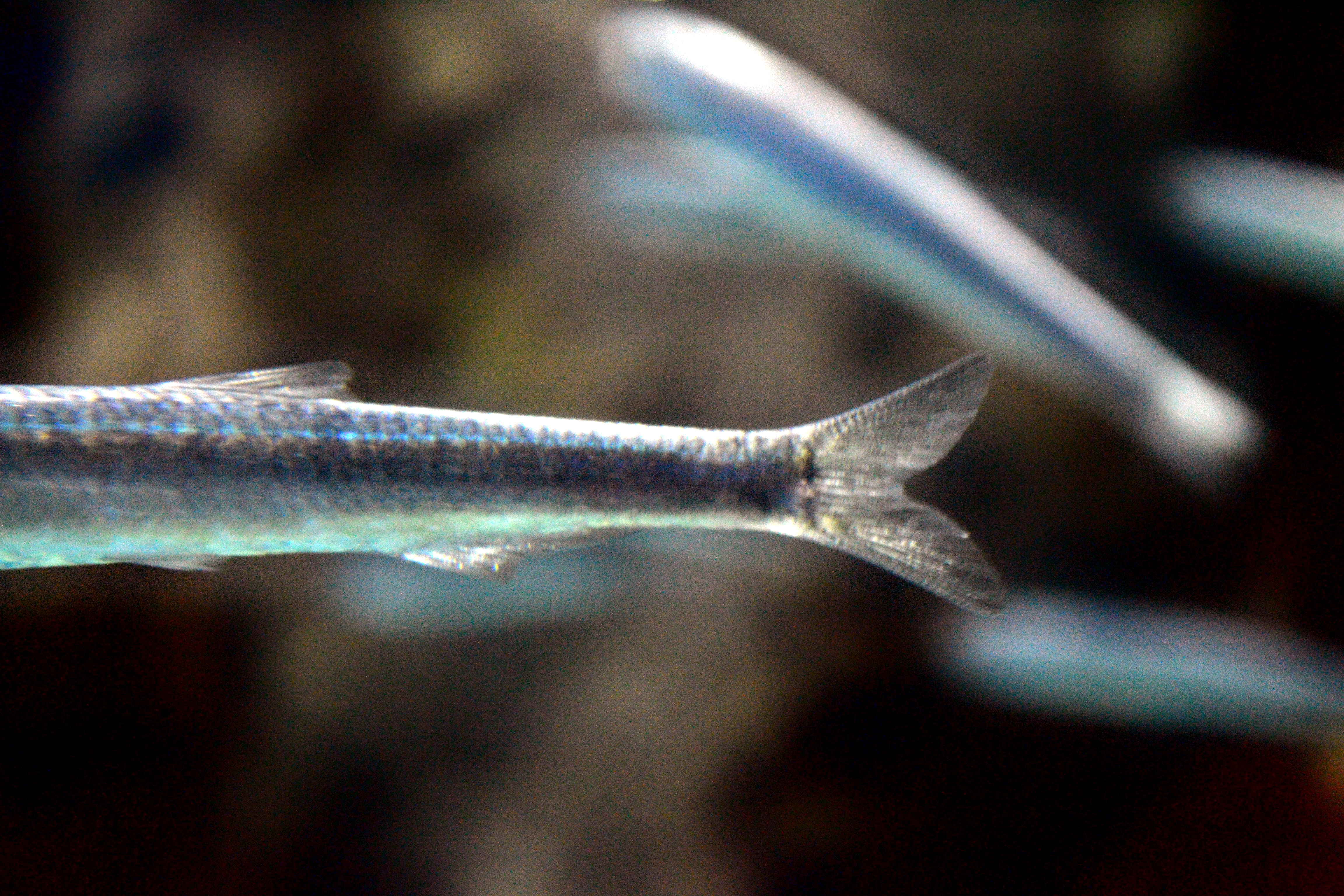
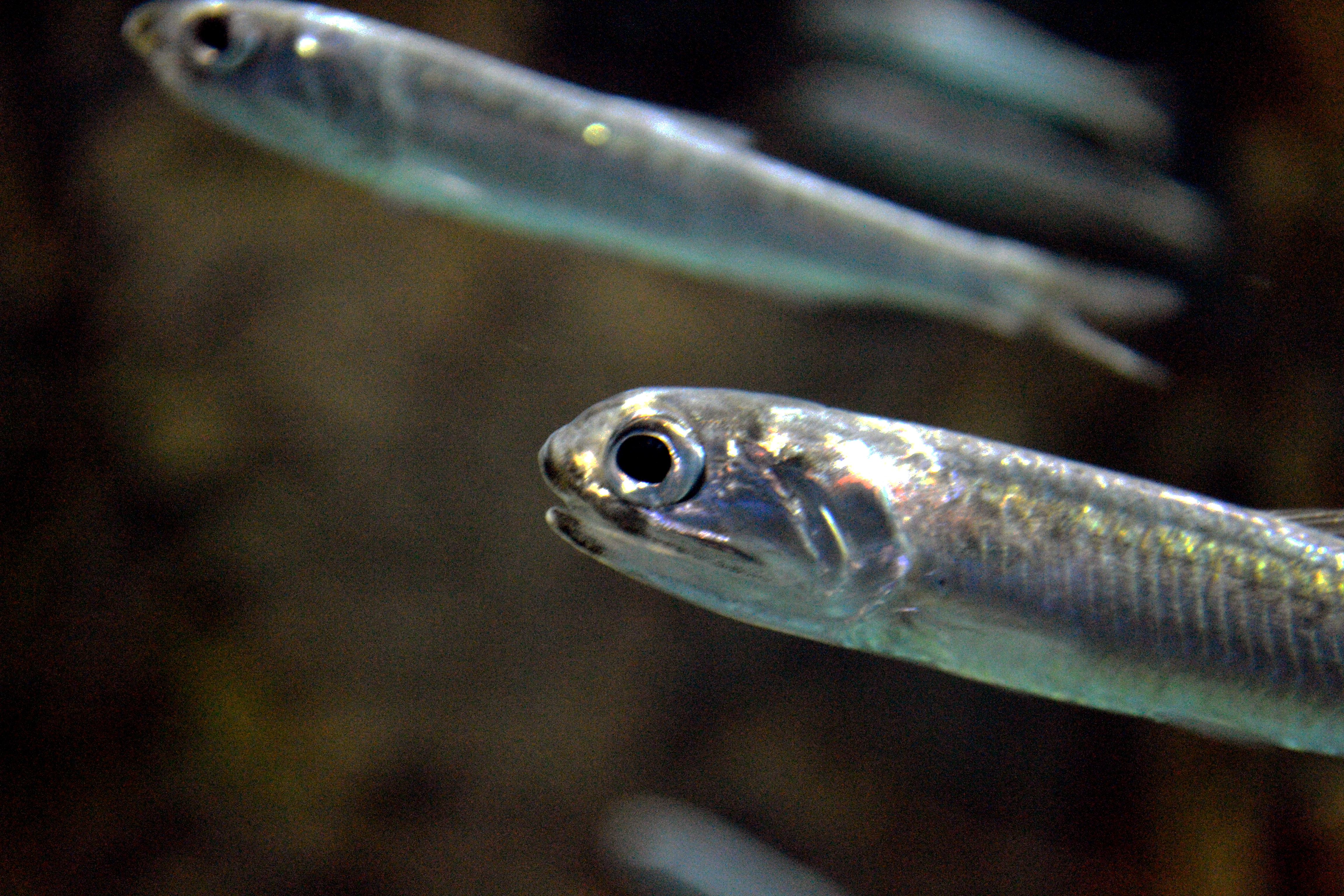